# Германофобия
Антигерманские плакаты начала XX века
Германофо́бия (англ. Germanophobia) — предубеждение, ненависть или боязнь всего германского (немецкого), а также негативное отношение к людям немецкого происхождения. В русском языке слово засвидетельствовано с 1860-х годов и определялось тогда как «чрезмерный страх перед германским могуществом». В XX веке германофобии в различных странах отчасти способствовала агрессивная политика Германской империи и нацистской Германии.

## XIX век

### Россия
Признаки германофобии в России были засвидетельствованы ещё в XIX веке. В 1860-х годах произошла резкая вспышка германофобии как ответ на статью автора, называвшего себя «Shedoferotti». Его предложение сохранить власть немецких баронов в странах Балтии и Финляндии, а также предоставить Польше автономию было встречено резко критически группой писателей из Санкт-Петербурга. Михаил Никифорович Катков написал в Московских новостях критическую статью, которая привела к резко отрицательному отношению к немцам.
В 1865 году, сразу же после названных событий, на столетие со дня смерти Михаила Васильевича Ломоносова была написана статья, в которой было отмечено, с какими трудностями столкнулся учёный, работая в Академии наук: иностранные члены Академии, оппонировавшие Ломоносову, имели немецкое происхождение. Позднее предлагалось говорящих по-русски и исповедующих православие немцев причислять к иностранцам и не допускать их на высокие государственные должности, так как они лишены «национальной солидарности к России». Тем не менее эта первая волна германофобии затухла, что связывается с немецкими корнями императорской семьи и присутствием среди политической элиты лиц немецкого происхождения. Также и по мнению Фёдора Ивановича Тютчева, возникновению германофобии, «недоброго чувства по отношению к немцам» способствовало это покровительственное отношение правительства к немцам, работавшим в российском государственном аппарате. Обострение германофобии пришлось в русском обществе на период Первой мировой войны.
Германия и в географическом, и в практическом, и в духовном отношении была тем соседом, который способствовал проникновению в Россию европейской системы ценностей. На этом пути возникали и германофилия и германофобия — в зависимости от приятия или неприятия европейских идеалов и образа жизни.

### Великобритания
Явление германофобии в Великобритании наблюдалось после франко-прусской войны (1870—1871). В 1880—90-е годы в стране снова отмечался рост негативного отношения к иностранцам: это относилось не только к евреям из Восточной Европы, но и к немцам, которые были в Великобритании дешёвой рабочей силой. В сознании самих англичан немцы, как правило, были парикмахерами, швейцарами, пекарями, музыкантами, уличными хулиганами и ворами. Именно отношение к немцам как к нарушителям спокойствия и как дешёвой и продуктивной рабочей силе стало вызывать опасение у англичан как угроза их существованию. Новый виток германофобии приходится на 1896 год, когда кайзер Вильгельм II поддержал сопротивление Трансвааля.

## Начало XX века
После того как в 1904 году было подписано англо-французское соглашение, отношение к Германии и немецким жителям в Великобритании стало ещё более отрицательным. Страх перед немецким милитаризмом сводил на нет некогда существовавшее восхищение немецкой культурой и литературой. Тревогу били журналисты, которые заполонили все газеты статьями о надвигающейся угрозе со стороны Германии.
Провоцирующим фактором в развитии антинемецких отношений в Англии стал фантастический роман Уильяма Ле Кукса «Великая война в Англии в 1897 году» (англ. The Great War in England in 1897), в котором описывается объединение усилий Германии и других европейских держав против Великобритании. Следующей книгой, написанной по просьбе Альфреда Хармсворта, стал роман «Вторжение 1910-го» (англ. The Invasion of 1910). В результате деятельность Кукса, регулярно подогреваемая статьями Daily Mail, привела к массовой паранойе: британцы отказывались иметь какие-либо дела с немцами, отказывались от их услуг, подозревая их в шпионаже. В то же самое время активно развивались теории заговора, некоторые из которых накладывали германофобию и антисемитизм друг на друга.

## Первая мировая война

### Россия

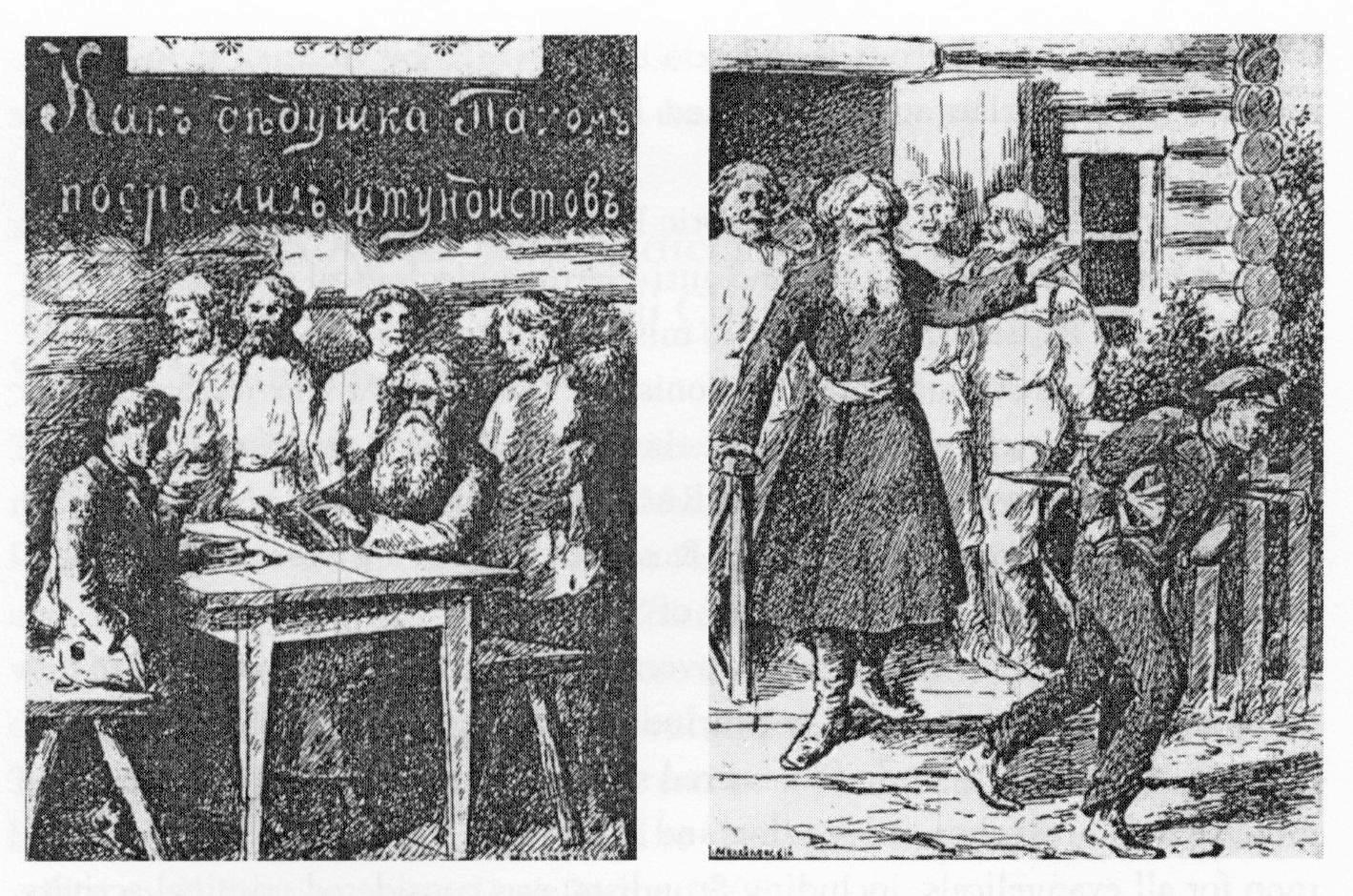
Агитационный лубок «Как дедушка Пахом посрамил штундистов». Старый русский крестьянин предостерегает молодого кузнеца Вакуленко, присоединившегося к штундистам: «Вы, штундисты, следуете не за Христом, а за германскими учителями, которые оставили Церковь Христову и исказили благую весть… Вы рождены православными родителями, воспитаны в православной вере, но соблазнены германцами, пляшете под германскую дудку и даже внешне стали похожими на германцев»

Начало войны между Австро-Венгрией и Сербией вызвало рост германофобских настроений в Российской империи, особенно среди панславистов. Начало войны с Германией и вовсе вынудило правительство пойти на крайние меры: Санкт-Петербург был спешно переименован в Петроград, Екатериненштадт в Екатериноград (ныне Маркс), Анненфельд в Аннино (ныне Шамкир).
Вскоре Петроград и Москву охватили беспорядки: 4 августа 1914 года в Петрограде было совершено нападение на германское посольство (были уничтожены статуи с конями над коллонадой). 2 февраля 1915 года в связи с войной российское правительство приняло законы о принудительном отчуждении земель у выходцев из Германии и Австро-Венгрии в западных губерниях. Решением Сената подданные враждебных государств лишались судебной защиты; закрывались немецкие школы и газеты в России; немцы подлежали высылке из местностей, объявленных на военном положении. Из Москвы было выслано около двух тысяч германских и австрийских подданных. Позднее эти «ликвидационные законы» распространятся и на другие губернии и области страны.
С 26 по 29 мая 1915 года по Москве прокатилась волна немецких погромов: по разным данным, около 50 тысяч человек устроили массовые беспорядки, разгромив 475 торговых предприятий и 207 квартир и домов. Пострадавшими были признаны 113 германских и австрийских подданных, а также 489 русских подданных с германскими фамилиями. Погромщики атаковали музыкальный магазин Zimmermann на Кузнецком мосту — престижном торговом месте в центре Москвы, принадлежавшем русскому предпринимателю немецкого происхождения Юлию Циммерману: бесчинствующая толпа сбрасывала рояли с 4 этажа на улицу.Нанесённый ущерб составил 50 миллионов рублей. Вскоре 1 июня 1915 года своим личным указом Николай II запретил принимать на работу немцев (Указ об обязательном увольнении всех немцев с московских предприятий и прекращении деятельности в городе немецких фирм), однако погромы не прекращались вплоть до падения монархии в России. По некоторым данным, угрозы поступали и в адрес Александры Фёдоровны.
13 декабря 1915 года Правительство России подготовило указ, согласно которому все немецкое население Поволжья подлежало выселению в Сибирь. Выселение планировалось начать с весны 1917 года. 6 февраля 1917 года Император Николай II санкционировал применение «ликвидационных законов» об экспроприации земель у поволжских немцев.
После победы Февральской революции в Петрограде и в Саратове, 11 марта 1917 года Специальным постановлением было приостановлено исполнение всего «ликвидационного» законодательства, направленного против немецкого населения России. В постановлении указывалось, что окончательное решение по этому вопросу должно принять Учредительное собрание.

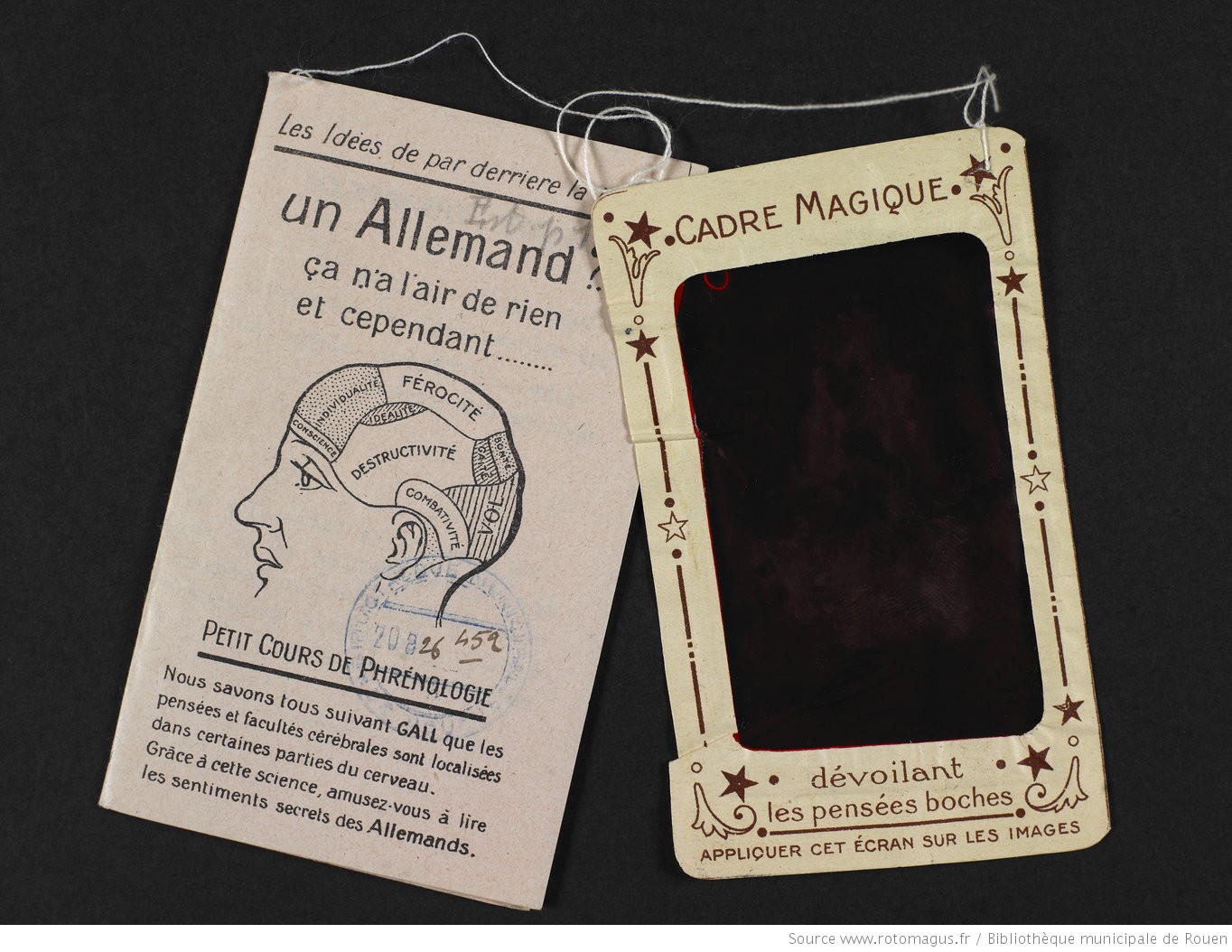
Французская открытка 1919 года, раскрывающая предполагаемый мозг «боша»

### Великобритания
В 1914 году, с началом боевых действий Первой мировой войны, произошло вторжение войск Германской империи на территорию нейтральной Бельгии и северной Франции, что способствовало очередным нападкам на Германию и к новой волне германофобии. Обвинения в принадлежности к одной из ветвей франков и казни на этой основе вызвали колоссальную критику, немцев сравнивали с гуннами, показывая, что их жестокость не имеет границ.
В Соединённом королевстве размах антинемецких настроений достиг своего пика. Нередки были нападения на лиц немецкого происхождения, беспорядки, грабежи. Доходило до того, что англичане нападали даже из подозрений на людей с немецкой фамилией или германским акцентом. Подозрения были брошены и на британскую монархию: король Георг V был вынужден сменить часть своего родового имени Саксен-Кобург-Гота (англ. Saxe-Coburg and Gotha, нем. Sachsen-Coburg und Gotha) на Виндзор (англ. Windsor), а также избавиться от всего немецкого, что могло наложить тень на монаршеский род. Даже порода немецкой овчарки в Великобритании стала именоваться по эвфемистическому образцу «эльзасцем», а прежнее название Английский клуб собаководов разрешил использовать только с 1977 года.

### Соединённые Штаты Америки
С вступлением в войну Соединённых Штатов Америки на немецких иммигрантов и даже на тех, кто воспринимался как немец (среди них было много голландцев, скандинавов, швейцарцев или даже поляков), происходили частые нападки, отношение к ним было крайне подозрительным.
Были случаи, когда немцев в США судили и признавали виновными в саботаже или за отказ клясться в преданности Соединённым Штатам; этот инцидент получил широкое освещение в прессе 1917—1918 годов.
Некоторые улицы Чикаго, носившие немецкие названия, за исключением улицы Goethe & Schiller или Gold Coast, которые существуют и по сей день, изменили своё название.
В штате Мичиган город Берлин был переименован в Марн (en:Marne, Michigan, в память о Битвы на Марне), хотя Берлинский канал сохранил своё название.
В Новом Орлеане станция Берлин была переименована в станцию имени генерала Першинга, изменены многие кулинарные названия, имеющие немецкое происхождение или напоминающие о Германии: sauerkraut теперь называли liberty cabbage (квашеная капуста), German measles — liberty measles (краснуха), hamburger — liberty sandwich (гамбургер), Dachshunds — liberty pups (такса). Немецко-американские школы и газеты по всей стране закрывались, городские библиотеки Америки намеренно выносили из хранилищ все немецкоязычные издания и сжигали их. Люди, носившие немецкие фамилии, были вынуждены изменить их на английские, если подозрения были слишком сильными — то такие люди вносились в чёрные списки вместе с их адресами, которые появлялись в газетах Нью-Йорка и некоторых других городах.
Обстановка в стране становилась напряжённой, всё более частыми становились случаи линчевания, сожжения книг, обвинений в шпионаже и убийств иммигрантов и радикалов. Кульминацией этих событий стал самосуд над шахтёром немецкого происхождения из города Коллинзвилл Робертом Преджером в апреле 1918, который обвинялся в высказывании «нелояльных замечаний».

### Монако
Во время Первой мировой войны князь Монако поменял взгляды от относительной германофилии до откровенной германофобии. Как и большая часть пацифистского движения прекрасной эпохи, в 1914 году он поддержал принцип войны цивилизации против варварства.

### Канада
Погромы в Калгари 10-11 февраля 1916 года, когда солдаты Канадских экспедиционных сил, расквартированные около города, при участии гражданских лиц разгромили несколько заведений. Поводом послужили слухи о том, что в ресторанах сети White Lunch увольняют канадцев и нанимают на их место немцев. В первый день были разгромлены два ресторана этой сети, а на следующий день толпа численностью до 1500 человек разгромила отель Riverside, который якобы принадлежал немцу. Полиция не смогла остановить погромщиков. Хотя было проведено военное расследование, большинство виновных избежали наказания — из 13 арестованных солдат осуждено было только пятеро. Владельцы разрушенных заведений не получили компенсации от военных властей. В результате этих событий городской совет Калгари уволил всех муниципальных служащих немецкого происхождения.

## Вторая мировая война

### Великобритания и США

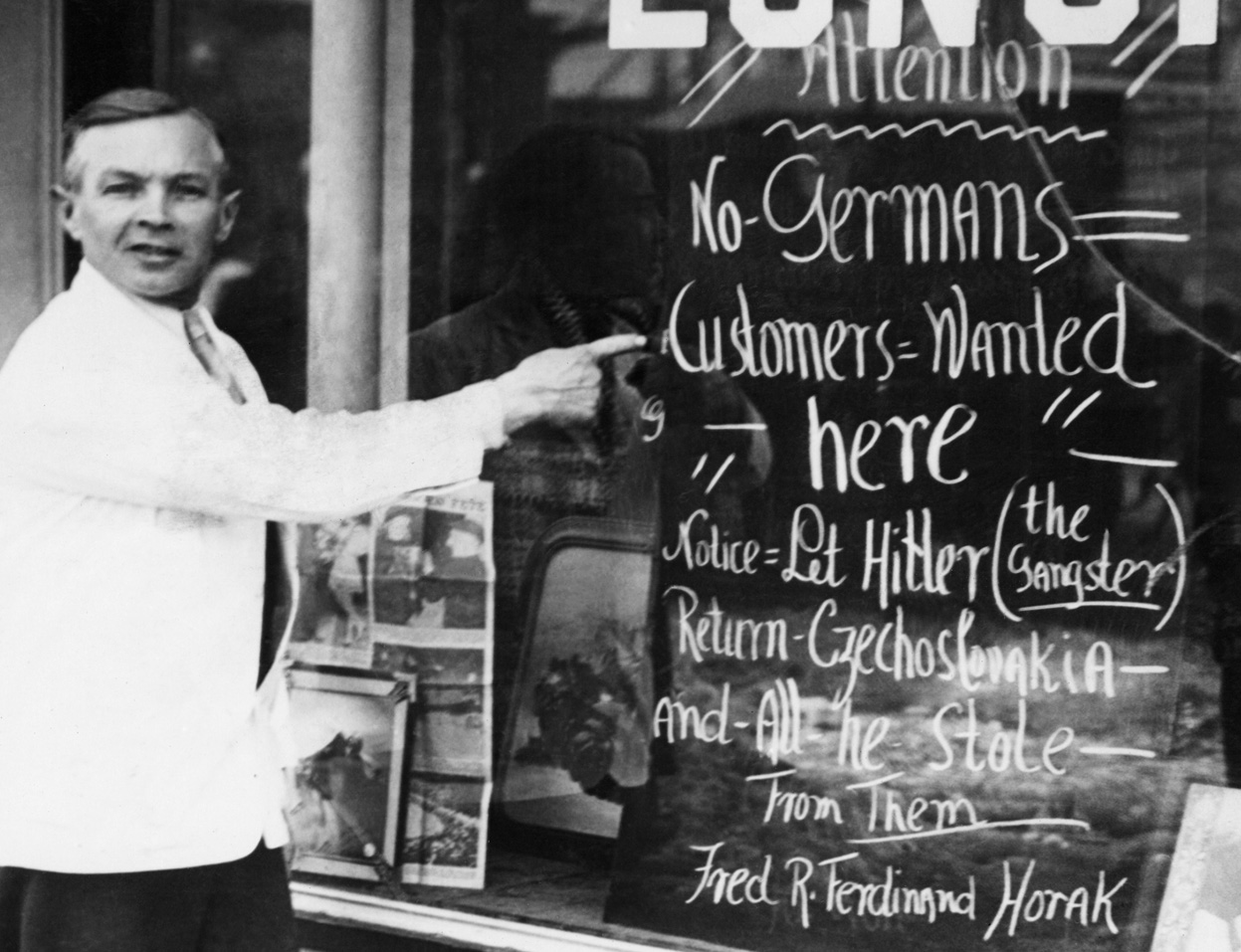
«Немцы не обслуживаются, пока Гитлер не вернёт Чехословакию!» — плакат, помещённый в окне одного ресторана в США хозяином-чехом в марте 1939 года

В 1940 году началась пропаганда так называемой «Кампании Гнева», чтобы привить «личный гнев каждому… против немцев и Германии». Этому способствовали события, предшествовавшие самой Второй мировой войне, в том числе: аннексия Судетской области, аншлюс Австрии, вторжение в Польшу. Сама идеология новой державы, восстановившейся после поражения в первой войне, была ненавистна британцам. Сэр Роберт Ванситарт, главный дипломатический советник Министерства иностранных дел до 1941 года, выступил в нескольких радиопередачах, где заявил о том, что «Германия — это страна, которая была воспитана на зависти, жалости к себе и крайней жестокости, историческое развитие которой долгое время подготавливало почву для крайнего национализма, который, наконец, проявил себя и показал всю черноту немецкой души».
Проведённые в 1939 году Британским институтом общественного мнения (BIPO) опросы выявили, что лишь 6 % британцев считали немцев воплощением зла и главным врагом родины; после проведённой кампании и лондонского блица это число увеличилось до 50 %, то есть каждый второй британец негативно относился к немецкому народу и тем более правительству. Действия британских властей критиковались, по сообщению домашней разведки, так как некоторые считали их неразумными: они не позволят урегулировать конфликт мирным путём, будут лишь больше разжигать ненависть к немецкому народу. Проведённые организацией Mass Observation исследования выявили, что в целом около 54 % англичан не винят немцев в развязывании войны, считая, что это ошибка не немецкого народа, а происки национал-социалистов, пришедших к власти обманным путём, задавивших демократию и поработивших население. По ходу войны число согласных с невиновностью немцев росло.
В октябре 1939 года тяжёлый крейсер типа «Дойчланд» конфисковал у американского грузового судна SS City of Flint 4000 тонн нефти, предназначавшейся для Великобритании, что вызвало волну возмущения в США. После вступления Штатов в войну американское правительство интернировало по крайней мере 11 000 американских граждан немецкого происхождения. Последний такой американец был оправдан в 1948 году, спустя три года после окончания войны.
См. также англ. ст. German American internment или World War II related internment and expulsion of Germans in the Americas.

### СССР

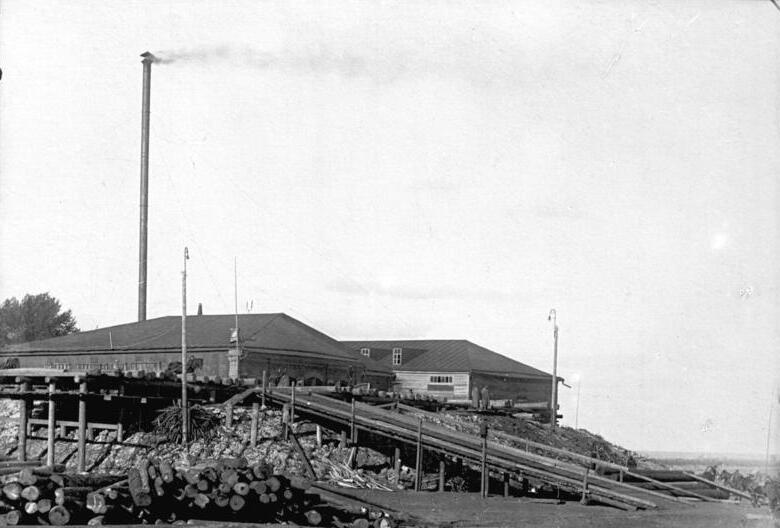
Лесопилка в Покровске, столице АССР немцев Поволжья. 1928

Этнические немцы в СССР с 1920-х годов пользовались определённой степенью культурной автономии. В соответствии с советской политикой национального размежевания существовало 8 национальных районов на Украине, а также несколько в России и по одному в Грузии, Азербайджане и Поволжской немецкой автономной советской социалистической республике (Поволжская немецкая АССР). Действовали школы и издавались газеты на немецком языке.
Первые массовые аресты и показательные процессы, направленные непосредственно против советских немцев (тех, кого считали контрреволюционерами), произошли в Советском Союзе ещё во время украинского террора 1933 года. Однако с постановлением ЦК ВКП(б) от 5 ноября 1934 года внутренняя антинемецкая кампания приобрела всесоюзные масштабы.
Будучи глубоко обеспокоенным трансграничными этническими связями национальных меньшинств (таких как немцы, поляки, финны), в 1934 году СССР решил создать новую пограничную зону безопасности вдоль своей западной границы, и в 1935—1937 годах потенциально нелояльные национальности (включая немецкую) были в основном (хотя и не полностью) депортированы НКВД с этой территории во внутренние районы страны В 1936 году 15 тыс. семей лиц немецкой и польской национальностей (около 65 тыс. человек) были выселены с Украины — территорий, прилегающих к польской границе (например из Каменец-Подольской области) — в Северо-Казахстанскую и Карагандинскую области. Немецкие национальные институты были постепенно упразднены..
В 1937—1938 годах НКВД проводил массовые операции «по уничтожению шпионско-диверсионных контингентов» (известные как Национальные операции НКВД) среди национальных диаспор против советских и иностранных граждан (приводившие к арестам и, как правило, расстрелам), в том числе кампанию НКВД против немцев, фактически без разбора расправляясь с национальными меньшинствами в период разгула сталинских репрессий и большого террора в СССР. Одновременно были упразднены все немецкие и другие диаспорные национальные районы и школы, кроме АССР немцев Поволжья, а также немецкие школы в пределах этой республики.
В предвоенный период советское правительство заранее приняло решение об эвакуации всего населения немецкого происхождения в случае немецкого вторжения, что и было немедленно реализовано после фактического начала войны с Германией путем насильственного переселения 1,2 млн граждан немецкого происхождения из европейской части России в Сибирь и Среднюю Азию, это расценивается иногда как первое проявление германофобии непосредственно в годы войны, поскольку поволжских немцев советское руководство расценивало как потенциальных предателей и перебежчиков, готовых оказать помощь своим соотечественникам. Однако настоящий всплеск ненависти ко всему немецкому начался 13 мая 1942 года: в тот день Гитлер издал приказ об отмене уголовной ответственности в Вермахте в отношении преступлений против мирных граждан СССР. В стране началась антинемецкая пропаганда под лозунгом «Убей немца!». Одним из наиболее ярых пропагандистов этого лозунга был Илья Эренбург, который повторял:
Мы поняли: немцы не люди. Отныне слово «немец» для нас самое страшное проклятье. Отныне слово «немец» разряжает ружьё. Не будем говорить. Не будем возмущаться. Будем убивать. Если ты не убил за день хотя бы одного немца, твой день пропал. Если ты думаешь, что за тебя немца убьёт твой сосед, ты не понял угрозы. Если ты не убьёшь немца, немец убьёт тебя. Он возьмёт твоих [близких] и будет мучить их в своей окаянной Германии. Если ты не можешь убить немца пулей, убей немца штыком. Если на твоём участке затишье, если ты ждёшь боя, убей немца до боя. Если ты оставишь немца жить, немец повесит русского человека и опозорит русскую женщину. Если ты убил одного немца, убей другого — нет для нас ничего веселее немецких трупов. Не считай дней. Не считай вёрст. Считай одно: убитых тобою немцев. Убей немца! — это просит старуха-мать. Убей немца! — это молит тебя дитя. Убей немца! — это кричит родная земля. Не промахнись. Не пропусти. Убей!
Несмотря на то, что в период немецкой оккупации погибло большое количество мирных жителей СССР, считается, что в самой стране и в обществе, антинемецкая истерия не достигла своего апогея. Советские войска оказавшиеся на территории Германии, в массе своей не отвечали тем же и не устраивали преследования против немецкого гражданского населения, а наоборот, по возможности оказывали посильную материальную помощь беженцам и коренному населению. Тем не менее, на заключительном этапе войны произошёл ряд инцидентов, связанных с насилием в отношении мирных немецких граждан, достоверность некоторых из них оспаривается и по сей день. В послевоенные и постсоветские годы антинемецкие настроения в СССР и России почти полностью исчезли.

## Послевоенное время
После Второй мировой войны некоторых историков (например, Льюиса Нэмира или А. Дж. П. Тейлора) рассматривали как германофобов. Скорость восстановления из руин поверженной Германии некоторыми воспринималась как «пугающе быстрая», что снова вызывало подозрения в попытке мести и возможном развязывании Третьей мировой войны. Особенно сильные антинемецкие чувства наблюдались в странах Восточной Европы, которые были заняты Германией до начала войны и после 1939 года, находились в состоянии войны с ней или даже являлись союзниками Стран Оси, но отказавшимися воевать за Германию в конце войны, когда поражение Гитлера было очевидно.
Современные представления о немцах и Германии разнятся в зависимости от государства или региона, по-разному воспринимаются геополитические проблемы, так же по-разному понимаются амбиции Германии в составе Евросоюза. Американцы расценивают современную Германию как своего союзника, экономического партнёра, и лишь немногие американцы до сих пор хранят антинемецкие чувства, что выражено в стереотипизации представлений о немцах как о нацистах или иронизации (выкрики Sieg Heil!, подражание Гитлеру и так далее). Долгое время страны, пострадавшие от немецкой агрессии и оккупации, не могли и не хотели принимать творчество немецких классиков и новых культурных деятелей. Так, в Израиле музыка Рихарда Вагнера была проиграна по радио лишь в 1995 году, а первый концерт был дан в 2001.